# Bynovec
Bynovec település Csehországban, Děčíni járásban. Bynovec Huntířov, Srbská Kamenice, Arnoltice, Ludvíkovice, Kámen és Růžová településekkel határos. Lakosainak száma 343 fő (2024. január 1.).

## Népesség
A település lakosságának változását az alábbi diagram mutatja:
| Lakosok száma | 613  | 608  | 523  | 286  | 216  | 287  | 307  | 339  | 335  | 343  |
|               | 1869 | 1900 | 1921 | 1961 | 1980 | 2011 | 2016 | 2019 | 2021 | 2024 |